# Yacarekaaiman
De yacarekaaiman (Caiman yacare) is een krokodilachtige uit de familie alligators en kaaimannen (Alligatoridae) en de onderfamilie kaaimannen (Caimaninae).

## Naam en indeling
De wetenschappelijke naam van de soort werd voor het eerst voorgesteld door François Marie Daudin in 1802. Oorspronkelijk werd de wetenschappelijke naam Crocodilus yacare gebruikt. De yacarekaaiman werd tot 1993 beschouwd als een ondersoort van de brilkaaiman (Caiman crocodilus), en lijkt uiterlijk ook sterk op deze soort. Er werden in het verleden verschillende andere wetenschappelijke namen gebruikt voor deze kaaiman, zoals Jacaretinga crocodilus yacare. De soortaanduiding yacare is afkomstig uit de Guaraní-taal die specifiek gebruikt wordt voor dit dier door de inheemse Guaraní.

### Ondersoorten
De yacarekaaiman wordt verdeeld in twee ondersoorten die onderstaand zijn weergegeven, met de auteur en het verspreidingsgebied.
| Naam                 | Auteur       | Verspreidingsgebied               |
| -------------------- | ------------ | --------------------------------- |
| Caiman yacare medemi | Donoso, 1974 | Bolivia                           |
| Caiman yacare yacare | Daudin, 1802 | Het grootste deel van het areaal. |

## Uiterlijke kenmerken
De yacarekaaiman is een middelgrote soort krokodil; de totale lichaamslengte inclusief staart is ongeveer 2,5 tot 3 meter voor volwassen mannetjes, vrouwtjes blijven kleiner rond 2 meter. De huid bevat relatief grote, benige insluitingen die osteodermen worden genoemd.
De yacarekaaiman heeft een andere gebitsindeling dan de brilkaaiman; 5 rijen voortanden (premaxillair) en 14 of 15 rijen tanden (maxillair) in de bovenkaak en 17 tot 21 rijen kiezen (mandibulair) in de onderkaak. Het aantal tanden varieert van 72 tot 82, de meeste exemplaren hebben echter 74 tanden en kiezen. Opmerkelijk is dat de kiezen in de onderkaak soms dwars door de bovenkaak groeien. De snuit is relatief kort en is aangepast op het voedsel van de kaaiman, dat voornamelijk bestaat uit schelpdragende weekdieren.

## Levenswijze
Op het menu staan voornamelijk slakken, waar het dier in is gespecialiseerd. Verder worden ook kleine gewervelden gegeten, zoals vissen en soms worden reptielen b.v. slangen buitgemaakt.

## Verspreiding en habitat
De yacarekaaiman komt voor in delen van Zuid-Amerika en leeft in de landen Argentinië, Brazilië, Bolivia en Paraguay. De soort heeft van alle kaaimannen de meest zuidelijke verspreiding. De habitat bestaat uit verschillende soorten waterige gebieden in tropische en subtropische streken, zoals meren, rivieren, moerassen, ondergelopen bossen, mangroven en watwerreservoirs. De soort is aangetroffen van zeeniveau tot op een hoogte van ongeveer 400 meter boven zeeniveau.

## Bedreiging en bescherming
De yacarekaaiman wordt bejaagd om het vlees en de huid, de huid is echter niet heel geschikt om krokodillenleer van te maken in vergelijking met andere krokodilachtigen. Vanwege de vele benige insluitingen (osteodermen) in de rug is alleen de huid van de flanken hiervoor geschikt.
Door de internationale natuurbeschermingsorganisatie IUCN is de beschermingsstatus 'veilig' toegewezen (Least Concern of LC). Het aantal volwassen exemplaren in het wild wordt geschat op twee tot vijf miljoen, het is een van de weinige soorten krokodilachtigen die nog redelijk algemeen voorkomt en niet is bedreigd.

## Afbeeldingen

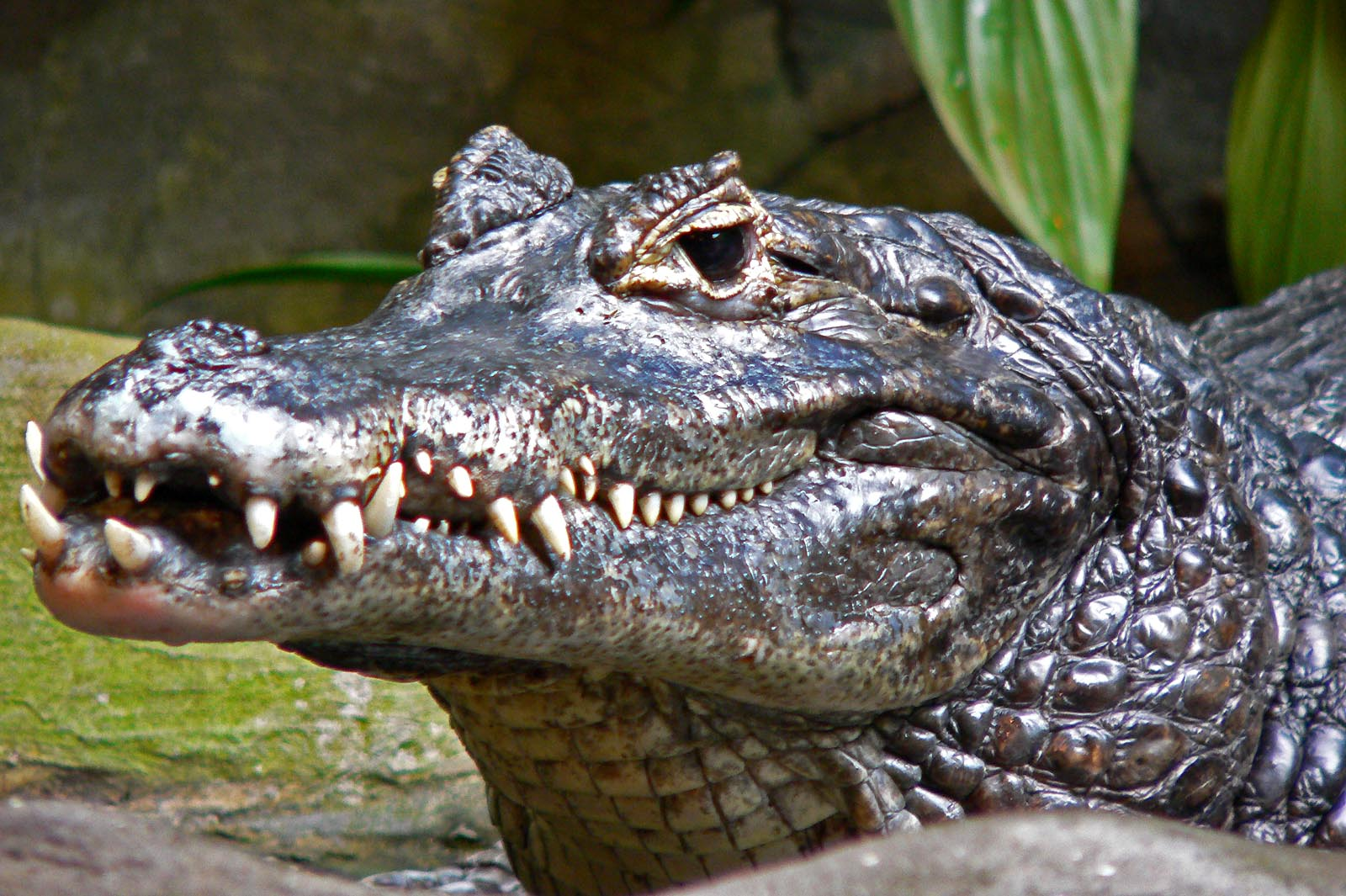
Kop
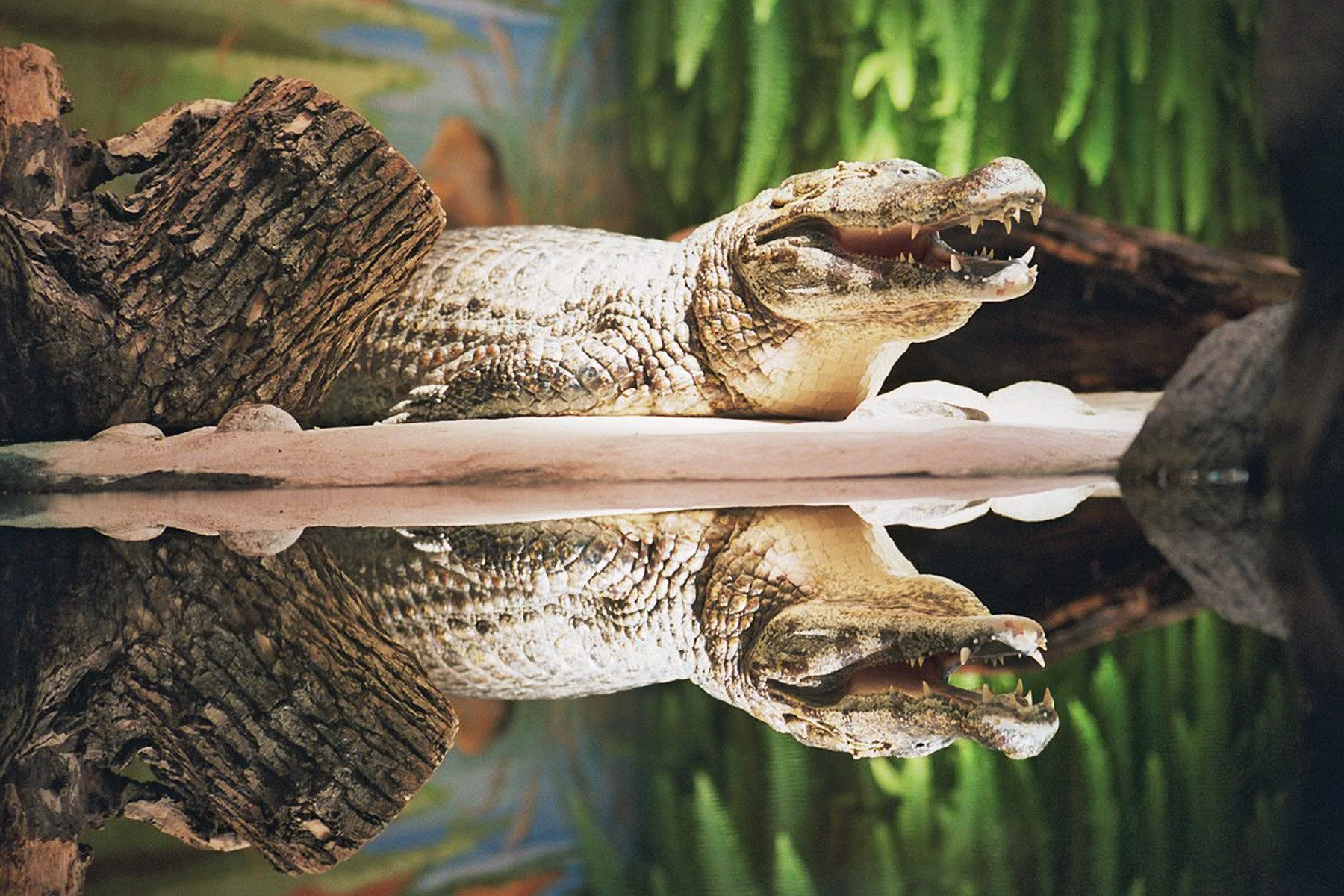
In een dierentuin
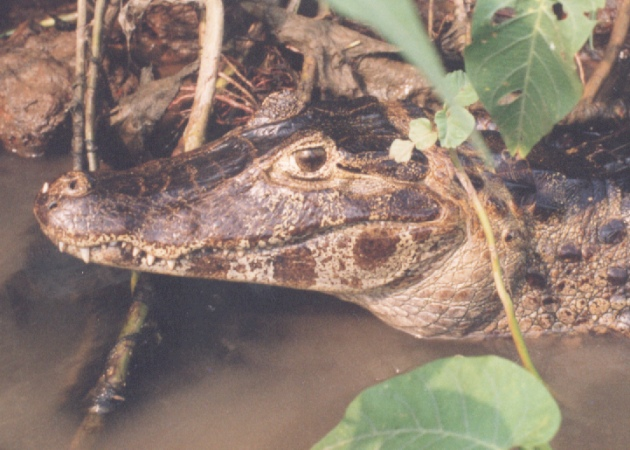
In de natuurlijke habitat (Brazilië)
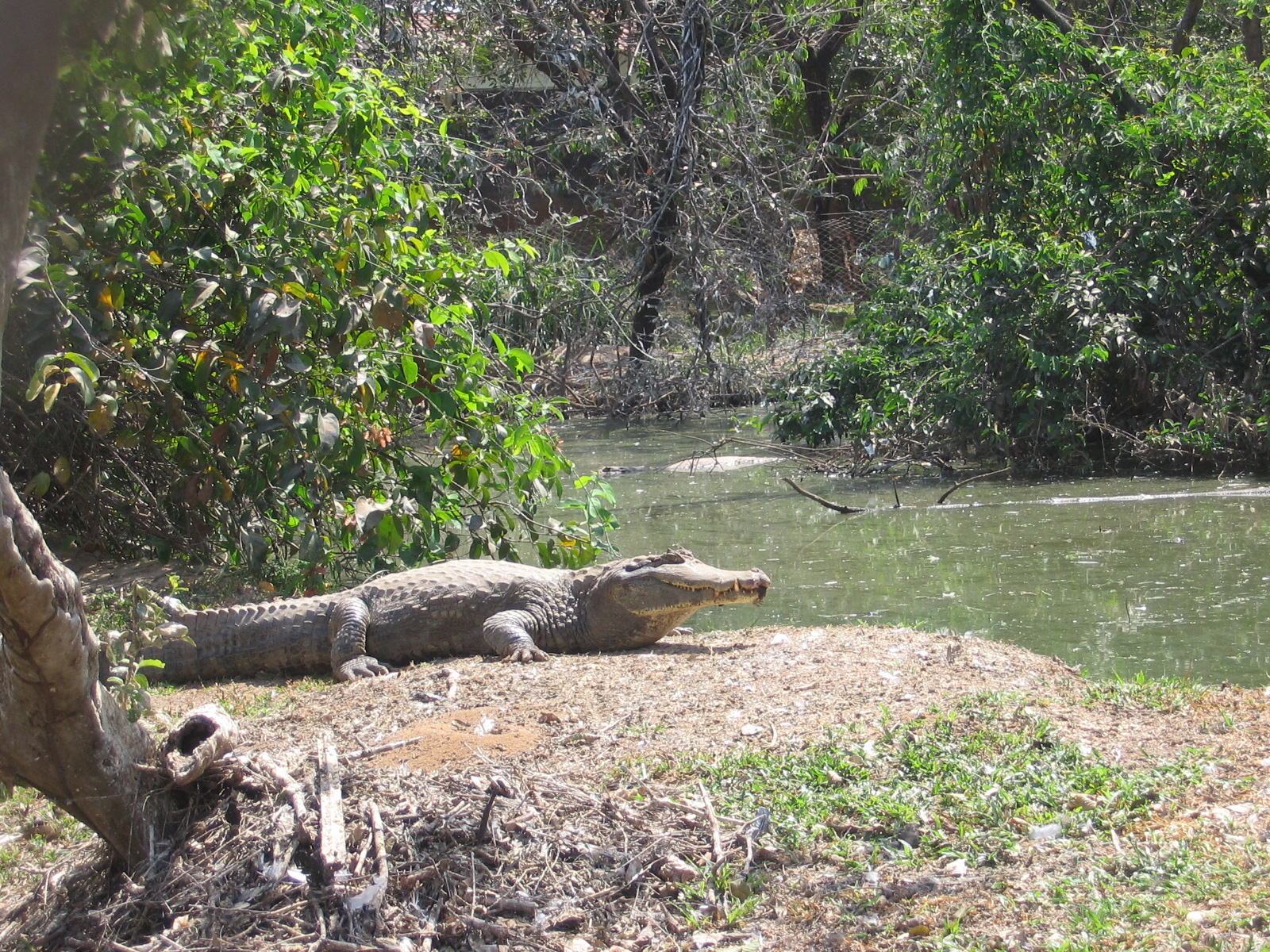
In een dierentuin in Brazilië